# Daneil Cyrus
Daneil Cyrus (Plymouth, 15 dicembre 1990) è un calciatore trinidadiano, difensore svincolato.

## Palmarès

### Club

#### Competizioni nazionali
- Campionato di Trinidad e Tobago: 3

Joe Public: 2009
Caledonia AIA: 2010-2011
W Connection: 2013-2014
- Coppa di Trinidad e Tobago: 2

Joe Public: 2009
W Connection: 2013-2014
- Coppa di Lega di Trinidad e Tobago: 1

Caledonia AIA: 2011
- I-League: 1

Mohun Bagan: 2019-2020